# André Nivard
André Nivard, né le 21 avril 1880 à Paris et mort le 29 mai 1969 à Suresnes, est un peintre français.

## Biographie
André Nivard est le fils de André Charles Edmond Nivard, employé de banque, et de Marie Léonie Le Vasseur.
Elève de Octave Guillonnet, il est agréé peintre officiel de la Marine en 1914 et peintre de l'Air en 1934.
Il est mort à l'âge de 89 ans à Suresnes.